# Euxoa intrita
Euxoa intrita är en fjärilsart som beskrevs av Morrison 1874. Euxoa intrita ingår i släktet Euxoa och familjen nattflyn. Inga underarter finns listade i Catalogue of Life.